# Rourea doniana
Rourea doniana är en tvåhjärtbladig växtart som beskrevs av John Gilbert Baker. Rourea doniana ingår i släktet Rourea och familjen Connaraceae. Inga underarter finns listade i Catalogue of Life.